# Мокегуа (регіон)
Мокегуа (ісп. Moquegua; кеч. Muqiwa) — невеликий департамент у південній частині Перу, який простягається від берега Тихого океану до високогір'їв. Назва регіону кечуанського походження і означає «тихе місце». Адміністративним центром департаменту є місто Мокегуа, але порт-місто Іло є більш комерційно активним.

## Адміністративний поділ

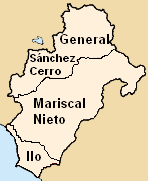
Провінції регіону Мокеґуа.

| № | Провінція                                     | Адміністративний центр | Площа, км² |
| - | --------------------------------------------- | ---------------------- | ---------- |
| 1 | Марискаль-Ньєто (Mariscal Nieto)              | Мокегуа (Moquegua)     | 8 671,58   |
| 2 | Хенераль-Санчес-Серро (General Sánchez Cerro) | Омата (Omate)          | 5 681,71   |
| 3 | Іло (Ilo)                                     | Іло (Ilo)              | 1 380,59   |